# Concilio de Clermont
El Concilio de Clermont fue un concilio de eclesiásticos y laicos de la Iglesia católica que tuvo lugar en noviembre de 1095 y que desencadenó la Primera Cruzada. Fue proclamada por Urbano II.

## Trasfondo

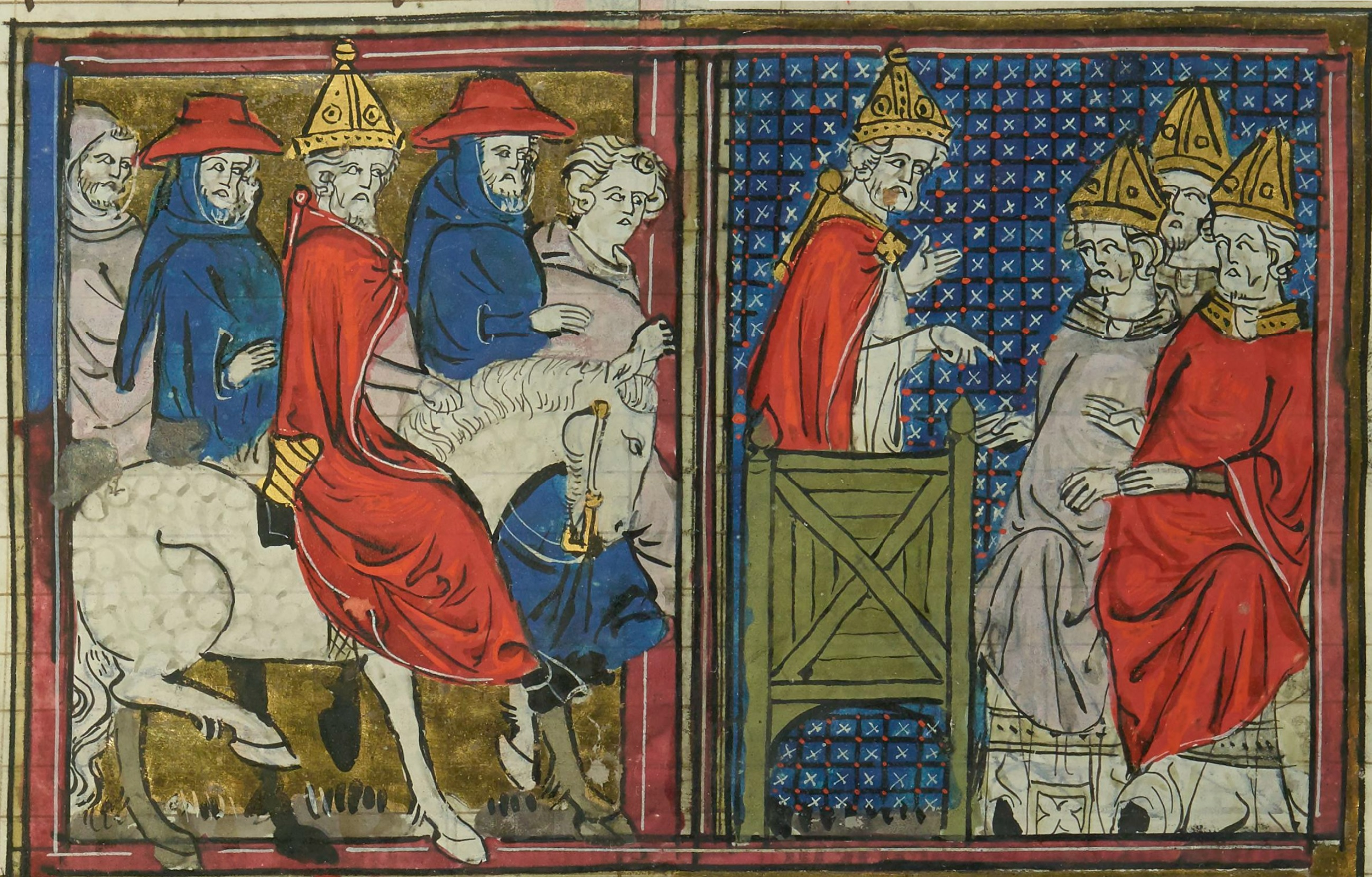
Godofredo de Bouillón, retrato por autor anónimo

En 1095, el emperador bizantino Alejo I Comneno envió legados a Occidente solicitando ayuda militar contra los selyúcidas. El mensaje fue recibido por el papa Urbano II en el Concilio de Piacenza. En noviembre de aquel año convocó el Concilio de Clermont para debatir el asunto. Al convocar el concilio, Urbano pidió a los obispos y abades que trajeran consigo a los señores locales de importancia.
El Concilio duró desde el 18 hasta el 28 de noviembre de 1095, y asistieron unos 300 clérigos de toda Francia. Urbano trató las reformas cluniacenses y confirmó la excomunión al rey francés Felipe I por su segundo matrimonio. El jueves 27 de noviembre, Urbano habló por primera vez de los problemas en el este y, en respuesta a la petición de ayuda del Emperador Bizantino, declaró la guerra santa (bellum sacrum) contra los musulmanes que ocupaban Tierra Santa.
En las medidas aprobadas en el Concilio se incluía la Paz y tregua de Dios, que declaraba que no se permitía a los cristianos combatirse unos a otros excepto los lunes, martes y miércoles. Esta medida se puso en marcha para alentar a los cristianos a ir a luchar contra el enemigo en el este.
Según el cronista contemporáneo Fulquerio de Chartres, Urbano también habló de varios abusos de la Iglesia como la simonía y del incumplimiento de la Tregua de Dios. Luego pidió a los cristianos occidentales, pobres y ricos, que acudiesen en auxilio de los griegos en el este, pues Deus vult ('Dios lo quiere'), exclamación con la que el papa terminó su discurso. Fulquerio recoge que Urbano prometió la remisión de los pecados para aquellos que realizaran el viaje a Tierra Santa, aunque probablemente no se refería a lo que con el tiempo se llamaría indulgencias.
Lo cierto es que el canon 9 del concilio afirma: 

A quien emprenda el viaje a Jerusalén con la finalidad de liberar a la iglesia de Dios, siempre que lo haga por piedad y no por ganar honor o riquezas, este viaje se le contará como penitencia completa